# Карката (месяц)
Карката́ (с санскр. कर्कटा, IAST: karkaṭā, др. варианты: карка, каркатха) — солнечный месяц (четвертый из 12-и) в древнеиндийском лунно-солнечном календаре, соответствует зодиакальному созвездию Рак и приходится примерно на вторую половину июля и первую половину августа в григорианском календаре.
В ведических текстах месяц Карката называется Шучи́ (санскр. सूची, IAST: śucī), но в этих древних текстах он не имеет зодиакальных ассоциаций. Солнечный месяц Карката совпадает с лунным месяцем Шравана в индийских лунно-солнечных календарях. Карката знаменует середину сезона муссонов на индийском субконтиненте, и ему предшествует солнечный месяц Митхуна, а после следует солнечный месяц Симха.
Месяц Карката называется Ади (там. ஆதி, IAST: ādi) в тимильском календаре. Древние и средневековые санскритские тексты Индии различаются в своих расчетах относительно продолжительности месяца Карката, как и остальных месяцев. Например, Сурья сиддханта, датированная ок. 400 годом, рассчитывает, что Карката составляет 31 день, 11 часов, 24 минуты и 24 секунды. В то время как, в Арья Сиддханте вычисляется продолжительность месяца как 31 день, 11 часов, 13 минут и 36 секунд. Индийские названия солнечных месяцев значимы в эпиграфических исследованиях Южной Азии. Например, месяц Карката наряду с другими солнечными месяцами встречается в храмах средневековой эпохи. Месяц Карката (пишется как Каркатака) найден описанным в индийских храмах и памятниках империи Чола средневековой эпохи, таких как храм Валишвара, недалеко от границ Тамилнаду и Андхра-Прадеш.
Карката также является астрологическим знаком зодиака в индийской астрологии и соответствует Раку.